# Castrisme
Le Castrisme est l'idéologie personnaliste développée par Fidel Castro. En tant que marxiste-léniniste, Castro croyait fermement à la conversion de Cuba, et du reste du monde, d'un système capitaliste dans lequel certains individus isolés possèdent la majeure partie des moyens de production vers un système socialiste dans lequel les moyens de production appartiennent au peuple et à la classe ouvrière, et non pas à un ou plusieurs individus précis.
Dans le premier, il existe un clivage de classe entre les classes aisées et élitistes qui contrôlent les moyens de production (c'est-à-dire les usines, les fermes, les médias, etc.) et les classes ouvrières les plus pauvres qui y travaillent, tandis que dans ces dernières, il y a une division de classe décroissante à mesure que le gouvernement redistribue les moyens de production menant au communisme. Castro a utilisé la pensée léniniste comme modèle sur lequel convertir l'État et la société cubains en une forme socialiste. Fidel Castro se proclamait « socialiste et marxiste-léniniste »,.

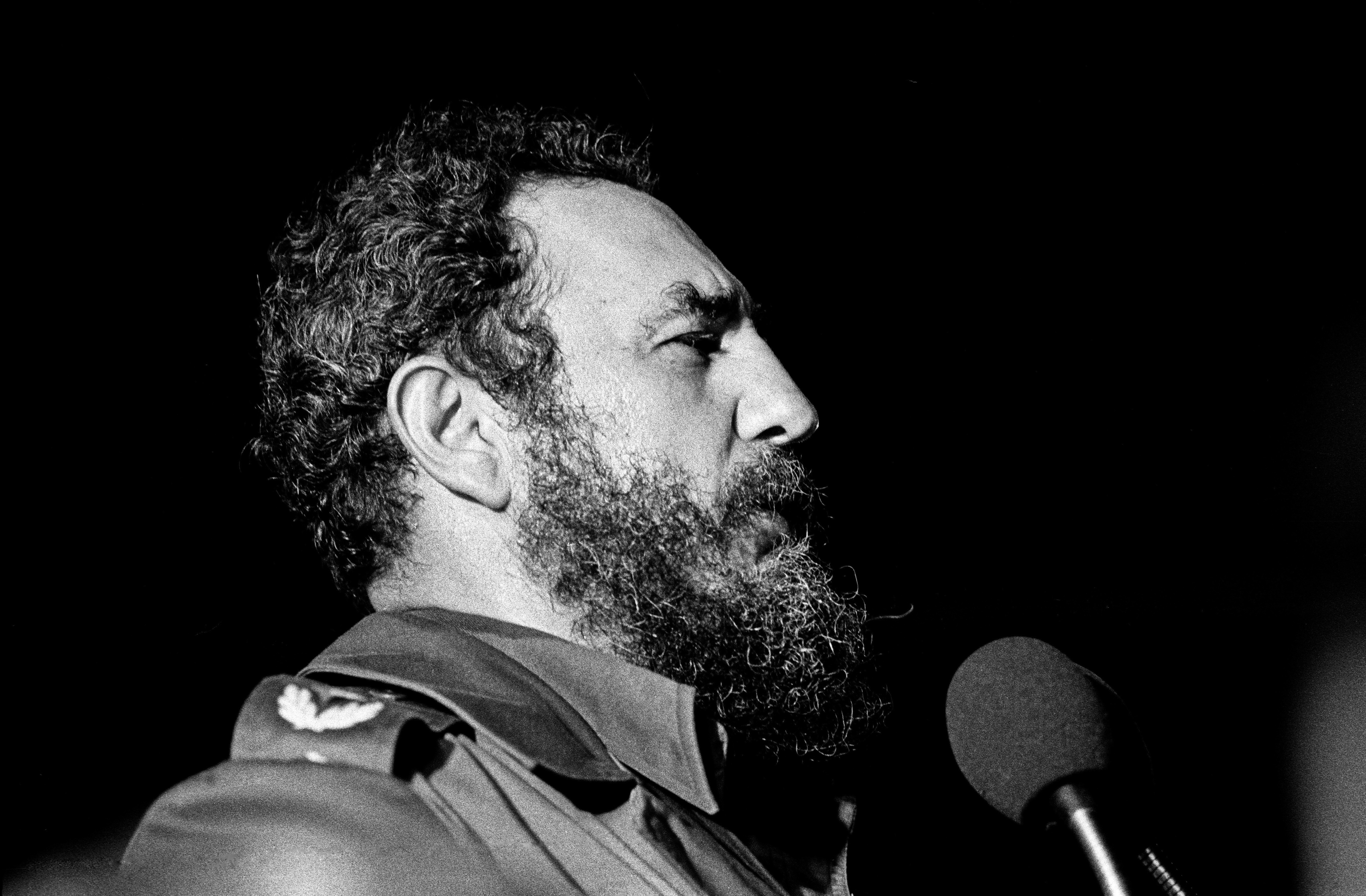
Fidel Castro à la Havane.

## Idéologie et influences
Le castrisme défend les idées de l'anti-impérialisme, du nationalisme cubain , de l'hispanité et du marxisme-léninisme comme des éléments clés de sa théorie. Castro a décrit deux personnages historiques comme étant des influences particulières sur ses points de vue politiques : le révolutionnaire anti-impérialiste cubain José Martí (1853–1895) et le sociologue et théoricien allemand Karl Marx (1818–1883).
Commentant l'influence de Martí, il a raconté que « surtout », il a adopté son sens de l'éthique parce que :
« Quand il prononça cette phrase que je ne pourrai jamais oublier - "Toute la gloire du monde tient dans un grain de maïs" - elle me parut extraordinairement belle, face à toute la vanité et l'ambition que l'on voyait partout, et contre laquelle nous, révolutionnaires, devons être constamment en garde. J'ai saisi cette éthique. L'éthique, comme mode de comportement, est essentielle, un fabuleux trésor. ».
D'autre part, l'influence que Castro a prise de Marx était son « concept de ce qu'est la société humaine », sans lequel, selon Castro, « vous ne pouvez formuler aucun argument qui mène à une interprétation raisonnable des événements historiques ».
Castro a fréquenté des écoles dirigées par des jésuites qui "ont contribué à mon développement et influencé mon sens de la justice". Castro a également déclaré que c'est dans son lycée dirigé par des jésuites qu'il a été influencé par le falangisme, la variété espagnole du national-syndicalisme, et son fondateur, José Antonio Primo de Rivera. Castro a également participé à Hispanidad, un mouvement qui critiquait les valeurs matérielles anglo-saxonnes et admirait les valeurs morales de la culture espagnole et hispano-américaine.,
Outre la pensée personnelle de Castro, la théorie de Che Guevara et de Régis Debray a également eu une influence importante sur le castrisme,.

## Marxisme-léninisme
Initialement, le mouvement du 26 Juillet et la révolution cubaine, ainsi que Castro personnellement, n'étaient pas principalement marxistes ou marxistes-léninistes, favorisant plutôt un large front de forces nationalistes progressistes pour combattre le féodalisme et l'impérialisme étranger à Cuba. Les historiens placent l'adoption par Castro du marxisme-léninisme comme un élément clé de son idéologie vers 1961.

### Sur l'Union soviétique et ses dirigeants
Même si après avoir adopté le marxisme-léninisme, Castro est resté critique envers le marxiste-léniniste Joseph Staline, qui a été le premier ministre de l'Union soviétique de 1941 à 1953. Selon Castro, Staline « a commis de graves erreurs – tout le monde connaît son abus de pouvoir, la répression, et ses caractéristiques personnelles, le culte de la personnalité », et l'a également tenu pour responsable de l'invasion de l'Union soviétique par l'Allemagne nazie en 1941. Fidel a également déclaré que l'une des erreurs de Staline était de « purger l'Armée rouge en raison de la désinformation nazie », ce qui a affaibli militairement l'Union soviétique à la veille de l'opération Barbarossa. Dans le même temps, Castro a également estimé que Staline « a montré un mérite énorme en industrialisant le pays » et « en déplaçant l'industrie militaire en Sibérie », des choses qu'il considérait comme des « facteurs décisifs » dans la défaite du nazisme.
Après la déstalinisation sous Nikita Khrouchtchev, Castro s'est davantage aligné sur la position soviétique, qui est devenue un point de divergence entre les organisations castristes et Castro en Amérique latine,,.